# 和歌山県道・大阪府道751号木ノ本岬線
和歌山県道・大阪府道751号木ノ本岬線（わかやまけんどう・おおさかふどう751ごう きのもとみさきせん）は、和歌山県和歌山市から大阪府泉南郡岬町に至る一般県府道である。

## 概要
和歌山県和歌山市西庄から大阪府泉南郡岬町多奈川谷川に至る。
起点・終点付近は2車線で比較的よく整備されているが、中間部には1車線の区間があり、行き違いが困難な区間がある。

### 路線データ
- 起点：和歌山県和歌山市西庄（和歌山県道146号西脇梅原線交点）
- 終点：大阪府泉南郡岬町多奈川谷川（谷川東交差点、大阪府道・和歌山県道65号岬加太港線交点）
- 総延長：8.6 km
- 実延長：1.760 km[注釈 1]

## 地理

### 通過する自治体
- 和歌山県
  - 和歌山市
- 大阪府
  - 泉南郡岬町

### 交差する道路
| 交差する道路                                   | 都道府県名 | 市町村名 | 市町村名 | 交差する場所 | 交差する場所 |
| ---------------------------------------------- | ---------- | -------- | -------- | ------------ | --- |
| 和歌山県道146号西脇梅原線                      | 和歌山県   | 和歌山市 | 和歌山市 | 西庄         | 起点 |
| 和歌山県道・大阪府道751号木ノ本岬線 / バイパス | 大阪府     | 泉南郡   | 岬町     | 多奈川谷川   | |
| 大阪府道・和歌山県道65号岬加太港線             | 大阪府     | 泉南郡   | 岬町     | 多奈川谷川   | 谷川東交差点 / 終点                                                                                             |
| バイパス                                       |            |          |          |              | |
| 和歌山県道・大阪府道751号木ノ本岬線 / 現道     | 大阪府     | 泉南郡   | 岬町     | 多奈川谷川   | バイパス起点 |
| 大阪府道・和歌山県道65号岬加太港線             | 大阪府     | 泉南郡   | 岬町     | 多奈川谷川   | 多奈川小学校前交差点 / バイパス終点【北緯34度18分55.9秒 東経135度7分36.0秒 / 北緯34.315528度 東経135.126667度】 |

### 沿線
- 和歌山市立西脇中学校
- 和歌山市立八幡台小学校
- 宝塚医療大学 和歌山保健医療学部 看護学科
- 岬町立多奈川小学校